# Phillip Pipersburg
Phillip Patrick Gerald Pipersburg, né le 15 mai 1955 et mort le 11 avril 2018, est un sprinter bélizien. Il participe au 400 mètres masculin aux Jeux olympiques d'été de 1984.

## Biographie
Phillip Pipersburg est né au Belize dans une fratrie de huit enfants et a une sœur jumelle. Après avoir été touchée par un ouragan, sa famille s'installe à Santa Barbara, en Californie en 1968. 
Au lycée de Santa Barbara, il termine à la troisième place de la division « C » lors de la compétition de l'État de Californie CIF de 1971. Courant pour le Santa Barbara City College, il détient toujours les records de l'école pour le 100 mètres et le 200 mètres.
En 1984, il se qualifie pour les Jeux olympiques et participe au 400 mètres masculin des Jeux olympiques d'été.
Il travaille comme agent de probation. Avec sa femme Lilian, il est parent d'accueil pour des centaines d'enfants défavorisés. Il travaille également comme entraîneur sportif au San Marcos High School et au Santa Barbara City College.
Pipersburg est malade pendant de nombreuses années. Il meurt le 11 avril 2018.

### Vie privée
Phillip Pipersburg épouse sa petite amie du lycée, Lilian Rance et ils ont quatre enfants. Son fils, Phillip Jr, est également un sprinter de haut niveau et joue au football en tant que receveur pour l'Université de Californie.